# Sophronica brunnescens
Sophronica brunnescens är en skalbaggsart som beskrevs av Stefan von Breuning 1969. Sophronica brunnescens ingår i släktet Sophronica och familjen långhorningar. Inga underarter finns listade i Catalogue of Life.